# بیداران
بیداران نام یک مجموعهٔ تلویزیونی به کارگردانی اصغر عبداللهی است که در سال ۱۳۶۹ تولید و از شبکه ۲ پخش گردید.

## خلاصه داستان
این مجموعه نمایشی، دربارهٔ هوشیاری و وظیفه‌شناسی مأموران مبارزه با قاچاق کالاست که در حاشیه خلیج فارس به خدمت مشغولند. مأموران یک پاسگاه مرزی موفق می‌شوند چندین محموله قاچاق را کشف و مجرمان را دستگیر کنند.

## بازیگران و عوامل تولید

### بازیگران
- عبدالرضا اکبری
- سرور نجات‌الهی
- خسرو احمدی
- رضا عطاران
- رضا عباسی‌نژاد
- محمد مهدی نقاشی
- رسول طاهری قیری

### عوامل تولید
- نویسنده و کارگردان: اصغر عبداللهی
- تصویربردار: احمدرضا پناهی
- تدوین: شیرین وحیدی
- تهیه‌کننده:
- فرمت تصویر: ۱۶ میلیمتری
- تعداد قسمت‌ها: ۱۲ قسمت
- مدت زمان: ۲۴۶ دقیقه
- محصول: گروه فیلم و سریال شبکه ۲
- سال تولید: ۱۳۶۹